# Gesellschaft der Musikfreunde

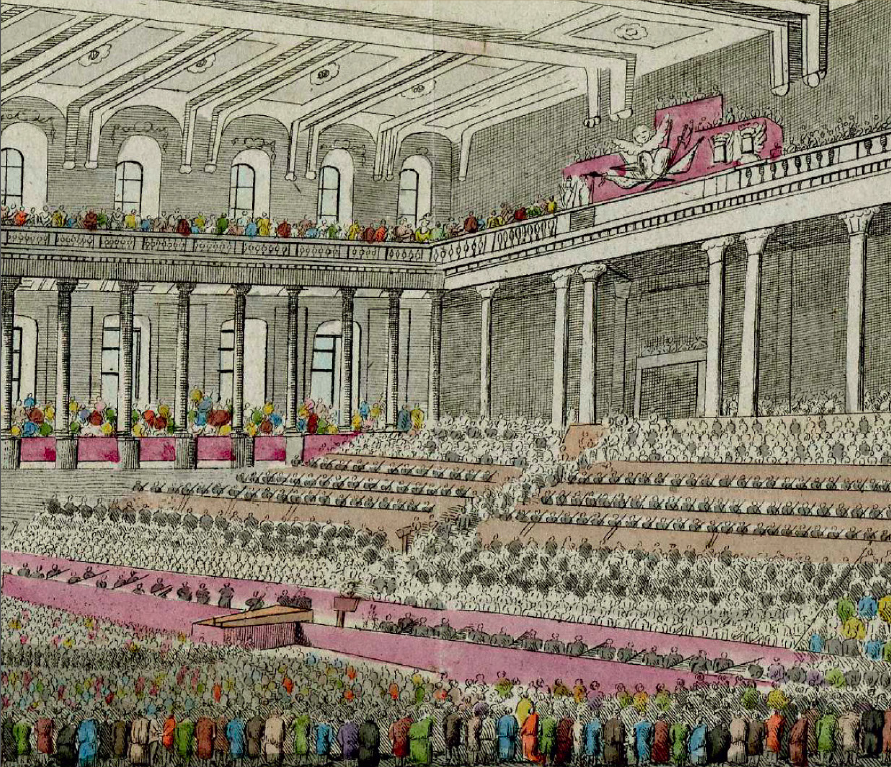
First Concert 1812 Alexander's Feast

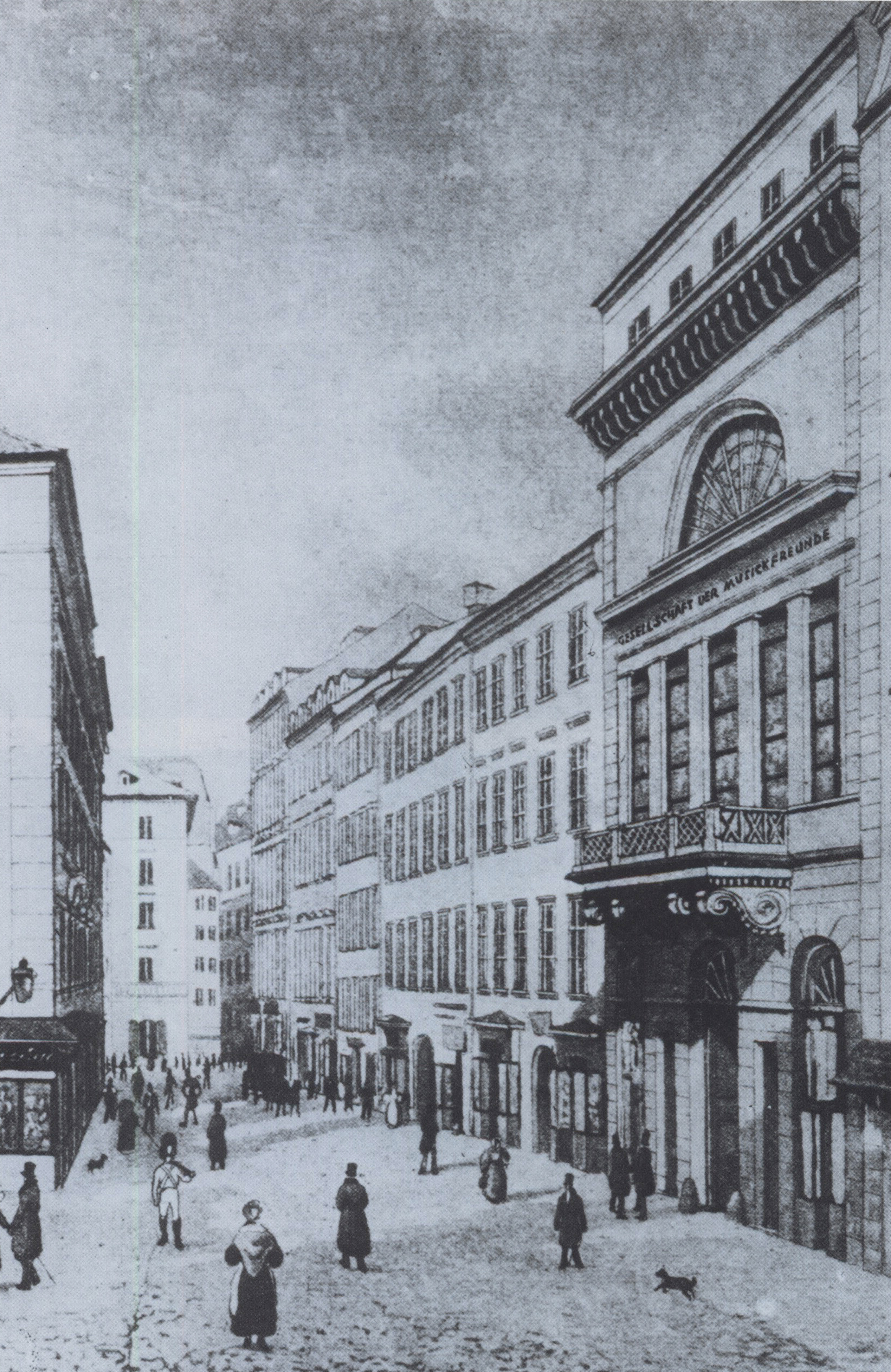
Musikvereinsgebäude (1831-1870) in den Tuchlauben (Haus zum Roten Igel)

La Gesellschaft der Musikfreunde, in italiano Società degli amici della musica, anche nota come Musikverein (associazione musicale), venne fondata nel 1812 a Vienna da Joseph Sonnleithner, segretario generale del Teatro di Corte di Vienna. Il suo statuto ufficiale, approvato nel 1814, stabilì che lo scopo della Società era promuovere la musica in tutte le sue manifestazioni. La Società assolse il suo scopo organizzando concerti, fondando l'Universität für Musik und darstellende Kunst Wien nel 1819, la Wiener Singverein nel 1858, costruendo il Musikverein nel 1870, e raccogliendo e archiviando documenti storici sulla musica. Oggi rappresenta uno degli archivi storici sulla musica più importanti al mondo.
Il primo direttore musicale fu Anton Rubinstein (nominato nel 1871), a cui succedette nel 1872 Johannes Brahms. Altri direttori famosi furono Wilhelm Furtwängler e Herbert von Karajan. Fra i membri della Gesellschaft vi sono stati i più grandi musicisti del XIX e XX secolo a livello di compositori, direttori d'orchestra e solisti.
Nei primi mesi del 1818, Franz Schubert non venne accettato come socio della Gesellschaft der Musikfreunde, anche se poi ebbe una grande carriera e divenne famoso.